# Henricus Pontanus

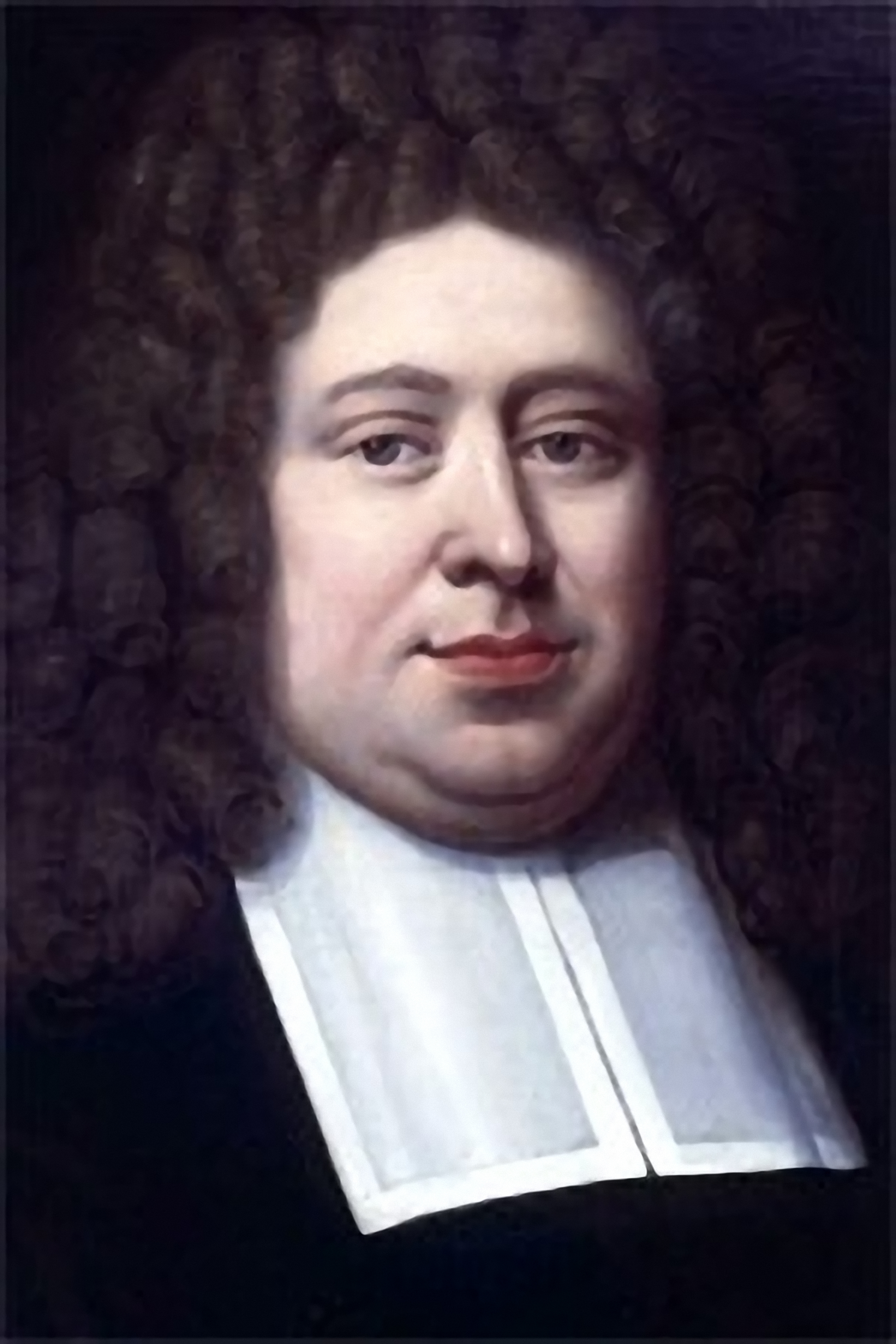
Henricus Pontanus

Henricus Pontanus (* 29. Dezember 1652 in Steinfurt; † 15. September 1714 in Utrecht) war ein deutscher reformierter Theologe.

## Leben
Pontanus hatte das Akademische Gymnasium Arnoldinum in Steinfurt besucht und begann 1669 ein Studium der Philosophie und Literatur an der Universität Groningen. 1675 wurde er Pfarrer in Meppel und zugleich Rektor der dortigen Schule. 1679 ging er als Pfarrer nach Lingen, wo er ebenfalls an der dortigen Trivialschule tätig war. Von Lingen aus unterstützte er Wilhelm III von Oranien, der am 14. September 1697 die Gründung des akademischen Gymnasium Georgianum initiierte. An der von ihm mitbegründeten Bildungseinrichtung wurde er auch von 1697 bis 1700 Professor und deren Gründungsrektor.
Nachdem er am 10. November 1699 die Ehrendoktorwürde der Theologie an der Universität Leiden erhalten hatte, wurde er am 15. Februar 1700 als Professor der Theologie an die Universität Utrecht berufen. Dieses Amt trat er am 13. März desselben Jahres mit der Rede De columna nubis et ignis an. In Utrecht beteiligte er sich auch an den organisatorischen Aufgaben der Utrechter Akademie und war im Jahr 1702/03 Rektor der Alma Mater. Da er aber den Ansprüchen eines theologischen Professors nicht genügen konnte, wurde er auf seinen Wunsch hin aus seiner Professur entlassen und übernahm am 25. Februar 1704 die Professur der Kirchengeschichte, die er bis zu seinem Lebensende versah.

## Werke (Auswahl)
- De columna nubis et ignis. Utrecht 1700.
- De sale sacrificiorum.
- Laudatio funebris Petri van Maastricht. Utrecht 1705

## Weblink
- Catalogus Professorum Academiae Rheno-Traiectinae